# Morondo
Morondo  est une localité du nord-ouest de la Côte d'Ivoire, distante de 64 km via l'autoroute A5 de son chef-lieu de département Kani. Elle fait partie de la région du Worodougou dont le chef-lieu de région est Séguéla qui est située à 122 km via l'autoroute A5.